# Ḩelemsī
Ḩelemsī (persiska: حلمسی) är en ort i Iran.   Den ligger i provinsen Östazarbaijan, i den nordvästra delen av landet, 400 km nordväst om huvudstaden Teheran. Ḩelemsī ligger 2 028 meter över havet och antalet invånare är 766.
Terrängen runt Ḩelemsī är bergig, och sluttar söderut. Runt Ḩelemsī är det ganska glesbefolkat, med 40 invånare per kvadratkilometer. Närmaste större samhälle är Torkmanchay, 14,7 km sydväst om Ḩelemsī. Trakten runt Ḩelemsī består i huvudsak av gräsmarker.